# Vulpini
Le volpi (Vulpini, Hemprich e Ehrenberg, 1832) sono una tribù di canini che comprende le volpi propriamente dette, l'otocione (Otocyon megalotis) e il nittereute (Nyctereutes procyonoides). Questa tribù, piuttosto diversificata, ebbe origine in Nord America durante il Miocene.
Le volpi sono generalmente di piccola taglia e si distinguono dagli altri membri della sottofamiglia per i loro corpi allungati, arti brevi, code folte, orecchie larghe e musi appuntiti. Sono onnivore e solitamente vivono in piccoli gruppi familiari.
Il termine "volpe" è talvolta utilizzato in modo informale per descrivere alcune specie di cerdocionini e urocioni. Tuttavia, i cerdocionini sono più strettamente imparentati con i canidi lupini, come lupi e sciacalli, mentre gli urocioni rappresentano una stirpe evolutivamente più antica.

## Etimologia
Il termine volpe deriva dal latino vulpēs o volpēs, una parola priva di corrispondenti diretti nell'area indoeuropea. Le possibili connessioni con il greco attico ἀλώπηξ (alṓpēx, derivato da ϝαλώπηξ walṓpēx, forma conservata in altri dialetti), il lettone lapsa e il lituano lapė sono considerate deboli e poco probabili.
Durante la colonizzazione europea delle Americhe, molti canidi indigeni furono chiamati "volpi" per via della loro somiglianza estetica con le volpi propriamente dette, pur non essendo strettamente imparentati. Tra questi figurano gli urocioni, noti anche come "volpi grigie", e alcuni canidi sudamericani, come il maikong (spesso chiamato "volpe dei boschi") e le licalopecie, che gli zoologi hanno etichettato come "volpi false".

## Descrizione

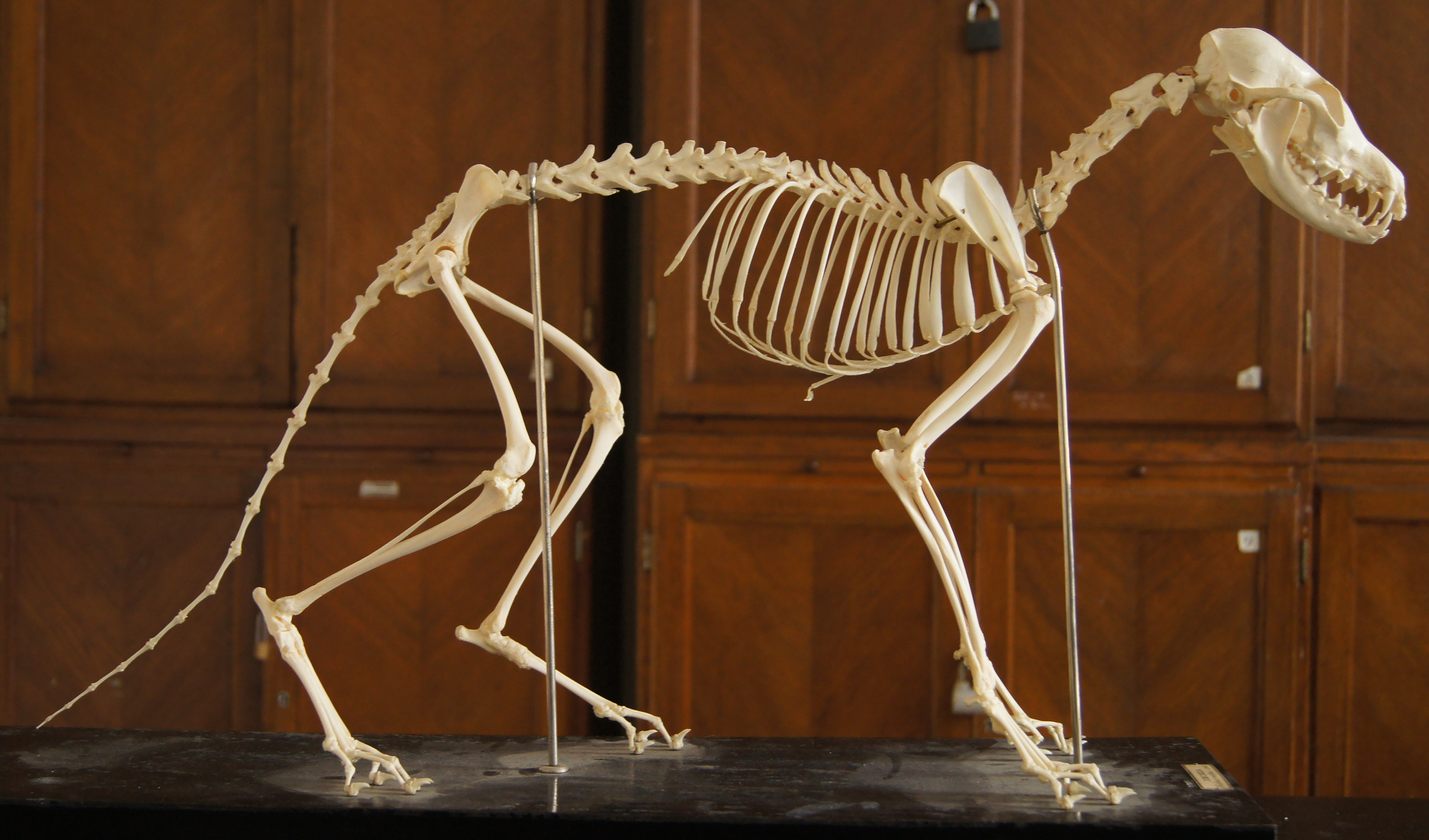
Scheletro di volpe rossa

Tutte le volpi condividono alcune sinapomorfie distintive, tra cui un processo paroccipitale ampiamente suturato alla superficie posteriore della bolla timpanica e un secondo molare superiore dotato di metaconulo e postprotocono.
Con l'eccezione della volpe artica, caratterizzata da una mandibola profonda e una dentatura robusta, le volpi si distinguono per le mandibole lunghe e sottili, con denti piccoli e ampiamente spaziati, adatti a catturare prede piccole e agili.
Le volpi sono canidi di taglia piccola, con scarso dimorfismo sessuale, e si distinguono per i corpi allungati, arti relativamente brevi, musi appuntiti, orecchie larghe e triangolari, e code che misurano almeno la metà della lunghezza del corpo. Tra le caratteristiche distintive vi sono: chiazze triangolari nere tra gli occhi e il muso, baffi lunghi e neri, occhi ovali con pupille ellittiche e una punta della coda di colore diverso dal resto del corpo. La pelliccia varia da rossiccia a sabbia o bruna, ma in alcune specie può essere completamente bianca o nera. Il cranio è relativamente appiattito rispetto a quello dei canidi lupini, con un rostro allungato.
La formula dentaria delle volpi è tipica della sottofamiglia (I 3/3, C 1/1, P 4/4, M 2/3 = 42), ad eccezione dell'otocione, che possiede sei molari aggiuntivi ma manca di una superficie tagliente sui carnassiali. La maggior parte delle specie emana un odore pungente, dovuto alle ghiandole sopracaudali.
Le volpi sono generalmente solitarie, formando coppie monogame durante la stagione degli amori e vivendo in piccoli gruppi familiari. Possono scavare le proprie tane, anche se spesso ampliano quelle di altre specie.
Sono predatori onnivori e generalisti, con una dieta che comprende principalmente piccoli vertebrati come roditori, lucertole, uccelli e invertebrati. Consumano anche uova, piante e frutta. Il cibo in eccesso viene spesso seppellito per un consumo futuro.
Tra le eccezioni comportamentali vi sono l'otocione, unico membro puramente insettivoro, e il nittereute, unico membro capace di arrampicarsi sugli alberi.

## Tassonomia

### Storia evolutiva
Le volpi discendono dai leptocioni, canidi di piccola taglia che ebbero origine in Nord America durante l'Oligocene inferiore, circa 34 milioni di anni fa. Questi animali erano simili ai borofagini contemporanei, ma si distinguevano per mandibole più snelle e denti più piccoli, ideali per catturare prede piccole e veloci.
I leptocioni svilupparono arti allungati e persero l'uso del pollice, adattamenti che li favorirono in un ambiente sempre più dominato dalle pianure aperte del Nord America oligocenico. Questi cambiamenti anatomici erano vantaggiosi per una vita dedicata alla corsa, necessaria per sfuggire ai predatori e cacciare efficacemente.
Forme simili alle volpi odierne emersero circa 9 milioni di anni fa, poco prima della scomparsa definitiva dei leptocioni, coincidente con l'estinzione dei borofagini più piccoli. Durante il Pliocene inferiore, almeno due specie ancestrali migrarono verso l'Asia orientale, dove si diversificarono dando origine a numerose specie di canidi eurasiatici e africani. Alcuni di questi migrarono successivamente in Nord America durante il Pleistocene, ampliando ulteriormente la distribuzione dei canidi.

### Filogenia
Una filogenia proposta nel 2005, basata sull'analisi del genoma mitocondriale, ha rivelato una stretta parentela tra le vere volpi (Vulpini) e il nittereute (Nyctereutes procyonoides). In precedenza, il nittereute era ritenuto imparentato con il maikong (Cerdocyon thous) o con altri canidi sudamericani della stessa sottofamiglia.
L'otocione (Otocyon megalotis), originario dell'Africa, si è invece dimostrato il membro più basale della tribù, rappresentando un ramo divergente rispetto agli altri membri.
|  | Otocione                                                  |
|  |                                                           |
|  | \| \| Nittereute \| \| \| \| \| \| Vere volpi \| \| \| \| |
|  |                                                           |
|  | Nittereute                                                |
|  |                                                           |
|  | Vere volpi                                                |
|  |                                                           |

|  | Nittereute |
|  |            |
|  | Vere volpi |
|  |            |

|  | Otocione                                                  |
|  |                                                           |
|  | \| \| Nittereute \| \| \| \| \| \| Vere volpi \| \| \| \| |
|  |                                                           |
|  | Nittereute                                                |
|  |                                                           |
|  | Vere volpi                                                |
|  |                                                           |

|  | Nittereute |
|  |            |
|  | Vere volpi |
|  |            |

|  | \| \| Veri cani (canidi lupini e sudamericani) \| \| \| \| |
|  |                                                            |
|  | Veri cani (canidi lupini e sudamericani)                   |
|  |                                                            |

|  | Veri cani (canidi lupini e sudamericani) |
|  |                                          |

|  | Otocione                                                  |
|  |                                                           |
|  | \| \| Nittereute \| \| \| \| \| \| Vere volpi \| \| \| \| |
|  |                                                           |
|  | Nittereute                                                |
|  |                                                           |
|  | Vere volpi                                                |
|  |                                                           |

|  | Nittereute |
|  |            |
|  | Vere volpi |
|  |            |

|  | Otocione                                                  |
|  |                                                           |
|  | \| \| Nittereute \| \| \| \| \| \| Vere volpi \| \| \| \| |
|  |                                                           |
|  | Nittereute                                                |
|  |                                                           |
|  | Vere volpi                                                |
|  |                                                           |

|  | Nittereute |
|  |            |
|  | Vere volpi |
|  |            |

|  | \| \| Veri cani (canidi lupini e sudamericani) \| \| \| \| |
|  |                                                            |
|  | Veri cani (canidi lupini e sudamericani)                   |
|  |                                                            |

|  | Veri cani (canidi lupini e sudamericani) |
|  |                                          |

|  | Otocione                                                  |
|  |                                                           |
|  | \| \| Nittereute \| \| \| \| \| \| Vere volpi \| \| \| \| |
|  |                                                           |
|  | Nittereute                                                |
|  |                                                           |
|  | Vere volpi                                                |
|  |                                                           |

|  | Nittereute |
|  |            |
|  | Vere volpi |
|  |            |

|  | Otocione                                                  |
|  |                                                           |
|  | \| \| Nittereute \| \| \| \| \| \| Vere volpi \| \| \| \| |
|  |                                                           |
|  | Nittereute                                                |
|  |                                                           |
|  | Vere volpi                                                |
|  |                                                           |

|  | Nittereute |
|  |            |
|  | Vere volpi |
|  |            |

|  | \| \| Veri cani (canidi lupini e sudamericani) \| \| \| \| |
|  |                                                            |
|  | Veri cani (canidi lupini e sudamericani)                   |
|  |                                                            |

|  | Veri cani (canidi lupini e sudamericani) |
|  |                                          |

|  | Otocione                                                  |
|  |                                                           |
|  | \| \| Nittereute \| \| \| \| \| \| Vere volpi \| \| \| \| |
|  |                                                           |
|  | Nittereute                                                |
|  |                                                           |
|  | Vere volpi                                                |
|  |                                                           |

|  | Nittereute |
|  |            |
|  | Vere volpi |
|  |            |

|  | Otocione                                                  |
|  |                                                           |
|  | \| \| Nittereute \| \| \| \| \| \| Vere volpi \| \| \| \| |
|  |                                                           |
|  | Nittereute                                                |
|  |                                                           |
|  | Vere volpi                                                |
|  |                                                           |

|  | Nittereute |
|  |            |
|  | Vere volpi |
|  |            |

|  | \| \| Veri cani (canidi lupini e sudamericani) \| \| \| \| |
|  |                                                            |
|  | Veri cani (canidi lupini e sudamericani)                   |
|  |                                                            |

|  | Veri cani (canidi lupini e sudamericani) |
|  |                                          |